# Severo (magister equitum)
Severo (in latino: Severus; fl. 357-358) è stato un generale romano, magister equitum per Gallias del cesare Giuliano.
Fu nominato magister equitum dell'esercito romano delle Gallie nel luglio 357, andando a sostituire per volere dell'imperatore Costanzo II il suo predecessore Marcello, che era entrato in contrasto con il cesare Giuliano; divenne comandante nell'esercito di Giuliano.
Partecipò alla battaglia di Strasburgo, in cui fu incaricato di comandare un contingente disposto sull'ala sinistra dello schieramento romano.
Nel 358 combatté contro i Franchi Sali e successivamente contro gli Alemanni.
Fu sostituito da Lupicino.